# Graham Bartram
Graham Bartram (Montrose, 18 de Julho de 1963 é um engenheiro e vexilologista e vexilógrafo (designer de bandeiras), e o actual secretário-geral para o Congresso da Federação Internacional das Associações Vexilológicas. É também o vexilologista chefe do Instituto da Bandeira, e mantém o World Flag Database. 
Duas das suas obras são a bandeira da Ilha de Tristão da Cunha e uma das propostas mais populares de uma bandeira para a Antárctica.

## Galeria

Bandeira da Ilha de Tristão da Cunha
Bandeira da Antárctica